# Едивалдо Мартинс Фонсека
Едивалдо Мартинс Фонсека (13. април 1962 — 13. јануар 1993) био је бразилски фудбалер.

## Каријера
Током каријере играо је за Сао Пауло, Палмеирас и многе друге клубове.

## Репрезентација
За репрезентацију Бразила дебитовао је 1986. године, наступао и на Светском првенству 1990. године. За национални тим одиграо је 3 утакмице.

## Статистика
| Бразил | Бразил | Бразил |
| Год.   | Ута.   | Гол.   |
| ------ | ------ | ------ |
| 1986   | 2      | 0      |
| 1987   | 0      | 0      |
| 1988   | 0      | 0      |
| 1989   | 1      | 0      |
| Укупно | 3      | 0      |